# Xã Orange, Quận Rush, Indiana
Xã Orange (tiếng Anh: Orange Township) là một xã thuộc quận Rush, tiểu bang Indiana, Hoa Kỳ. Năm 2010, dân số của xã này là 796 người.